# Ульяновка (река)
Ульяновка (нем. Eimenfließ, лит. Eymenis) — река в России, находится в Калининградской области. Устье реки находится в 47 км по левому берегу Инструча. Длина реки — 40 км, площадь водосборного бассейна — 237 км².
- В 10 км от устья, по правому берегу р. Ульяновка впадает река Окуневка.
- В 6 км от устья, по левому берегу р. Ульяновка впадает река Засыпка.

## История наименований
В 1938 году властями гитлеровской Германии река Аймен или Айменфлис была переименована в Лемграбен (нем. Lehmgraben) в рамках кампании по упразднению в Восточной Пруссии топонимики прусско-литовского происхождения. В 1945 году прежнее название было временно возвращено.

## Данные водного реестра
По данным государственного водного реестра России относится к Балтийскому бассейновому округу, водохозяйственный участок реки — Преголя. Относится к речному бассейну реки Неман и рекам бассейна Балтийского моря (российская часть в Калининградской области).
Код объекта в государственном водном реестре — 01010000212104300009972.

## Топографическая карта
- Лист карты N-34-45 Краснознаменск. Масштаб: 1 : 100 000. Состояние местности на 1984 год. Издание 1987 г.